# 結下美智留
結下美智留（2月25日—）是日本女性聲優。東京都出身。舊藝名為（日語讀音相同），於2011年8月15日更名現在藝名。

## 演出作品

### 電視動畫
2005年
- 不可思議星球的雙胞胎公主（索瑪）
- SHUFFLE!（女學生、男孩子）

2006年
- Fate/stay night（蒔寺楓）
- Happiness!（渡良瀨準、ソプラノ）
- 雙面騎士（侍女）
- Gift 〜eternal reinbow〜（近衛珠美）

2007年
- 七色★星露（秋姬絲茉茉）

2008年
- 戀姬†無雙（大喬、小喬）
- 野良耳2（打羽球的女孩）

2009年
- 真・戀姬†無雙（陳宮）
- 聖劍鍛造師（帕蒂‧鮑德溫）

2010年
- 真・戀姬†無雙 〜少女大亂〜（大喬、小喬、陳宮）
- 祝福的鐘聲（妮娜·琳德貝魯伊）

2011年
- 純白交響曲（天羽結子）

2014年
- Fate/stay night [Unlimited Blade Works]（蒔寺楓）

2017年
- Fate/Grand Order × 冰室的天地 〜7位最強偉人篇〜（蒔寺楓）

### OVA
2005年
- 圓盤皇女 星靈節的新娘（女學生、侍女）

2007年
- Happiness! 動畫特別篇「渡良瀨準華麗的一天」（渡良瀨準）※PS2遊戲「Happiness! De:Lucks」初回限定版同梱特典

2011年
- 祝福的鐘聲OVA（妮娜·琳德貝魯伊）

### 網路動畫
2018年
- 衛宮家今天的餐桌風景（蒔寺楓）

### 遊戲
2004年
- 歡迎光臨浪漫茶房（篠宮庚）

2006年
- Gift -Prism-（近衛珠美）
- BLOOD+ 〜ファイナルピース〜（伽門）
- 夜明前的琉璃色-Brighter than dawning blue-（愛斯蒂爾·弗利西亞）

2007年
- 許嫁（アリエル）
- QUILT~夢想與戀愛的禮服~（千尋）
- 花札道中記（蒔寺楓、美麗的蒔寺）
- 七色★星露 pure!!（秋姬絲茉茉）
- Happiness! De:Lucks（渡良瀨準、ソプラノ）
- Fate/stay night [Realta Nua]（蒔寺楓）

2008年
- 晨曦時，夢見兮（アヤ）
- 戀姬†無雙 ～心跳☆滿是少女的三國演義～（大喬、小喬）

2009年
- GARNET CRADLE（白土椿）
- 夜明前的琉璃色-Brighter than dawning blue- for PC（愛斯蒂爾·弗利西亞）

2010年
- 夜明前的琉璃色 PORTABLE（愛斯蒂爾·弗利西亞）
- GARNET CRADLE sugary sparkle（The queen of snow / 白土椿）
- 祝福的鐘聲 Portable（妮娜·琳德貝魯伊）

2011年
- GARNET CRADLE Portable 〜鍵的姬巫女〜（白土椿）
- 純白交響曲 *mutsu-no-hana（天羽結子）

2012年
- Dies irae 〜Amantes amentes〜（綾瀨香純[2]）

2014年
- 戀姫†演武（陳宮[3]）
- Fate/hollow ataraxia（蒔寺楓）

### 廣播劇CD
2004年
- treasure

2005年
- 歡樂之都 第二卷〜譚詩曲の流れゆく〜（聽眾）

2007年
- 祖國遺產的一日（薪寺楓）
- 童話槍手小紅帽 廣播劇&原聲帶 第2章（女孩子）
- Happiness! 原創廣播劇CD「下雪的情人節」（渡良瀨準、ソプラノ）

2010年
- 純白交響曲 原創廣播劇CD（天羽結子）

2013年
- 冰室的天地 Fate/school life 6、7、9卷特裝版 特典廣播劇CD（2013年－2015年，蒔寺楓）

### 廣告旁白
- 三和金融（店內用）

#### 音樂CD
- Happiness! Vocal Collection（渡良瀬準）
- 夜明前的琉璃色 -Brighter than dawning blue-音樂集『Terra Passport』（愛斯蒂爾·弗利西亞）
- BASILISK～甲賀忍法帖～插入曲的台詞

## 外部連結
- トオリミチ （页面存档备份，存于）（日語）